# Ornidia major
Ornidia major är en tvåvingeart som beskrevs av Charles Howard Curran 1930. Ornidia major ingår i släktet Ornidia och familjen blomflugor. Inga underarter finns listade i Catalogue of Life.